# Будинок-музей О. Гріна (Старий Крим)
Меморіальний будинок-музей О. С. Гріна — перший меморіальний музей, присвячений письменнику Олександру Гріну. Є найстарішим музеєм міста Старий Крим, заснований у 1960 р. Із 2001 р. входить до складу Коктебельського еколого-історико-культурного заповідника «Кімерія М. О. Волошина».

## Історія
Унікальність старокримського музею О. С. Гріна в тому, що розміщений він у єдиному власному будинку письменника. Будинок був придбаний наприкінці травня 1932 р. дружиною О. С. Гріна, Ніною Миколаївною, в обмін на золотий наручний годинник і є четвертою адресою О. С. Гріна у Старому Криму. У цьому будинку минули останні дні письменника, тут він диктував сторінки останнього, незавершеного роману «Недотика», тут отримав із друку останнє прижиттєве видання — «Автобіографічну повість».
Експозиція будинку-музею становить три невеликі кімнати. У першій — літературно-меморіальна експозиція, особисті речі письменника, фотографії, книги, картини — все, що розповідає про життя і творчість письменника Олександра Гріна 1929—1932 років. Ці роки життя письменника були пов'язані зі Старим Кримом.
Друга кімната виглядає точно такою, якою була в останні дні життя письменника. Єдине новаторство — дерев'яна підлога. Відомо, що за життя письменника підлога в будинку була земляною.
Музей створений стараннями Ніни Миколаївни Грін. Саме завдяки її наполегливості й неймовірній силі духу, будинок зберіг свій вигляд і унікальне зібрання меморіальних предметів, що супроводжували письменника довгі роки його творчості.
Тяжкі роки гонінь, заслання, німецька окупація — ніщо не заставило її відмовитися від мрії створити будинок-музей Гріна у Старому Криму. У травні 1960 р. її стараннями відкрилась меморіальна кімната письменника, а 23 серпня, у день вісімдесятиліття письменника, музей був урочисто відкритий. Постановою Міністерства культури Української РСР від 18.03.1964 року музей оголошено Філіалом краєзнавчого музею Феодосії.

## Сучасність
Після смерті в 1970 році Н. М. Грін музей О. С. Гріна і його колекція, за її заповітом, були передані державі. З 1971 року Меморіальний будинок-музей О. С. Гріна — філіал Феодосійського літературно-меморіального музею О. С. Гріна. 8 липня 1971 року відбулося відкриття експозиції музею О. С. Гріна як державного музею. З 1996 року музей входить до складу Літературно-художнього музею м. Старий Крим. Уключений до складу заповідника КРУ «Коктебельський історико-еколого-культурний заповідник „Кіммерія М. О. Волошина“» з моменту його заснування. З 2015 року є відділом Літературно-художнього музею — філіалу Державного бюджетного закладу Республіки Крим "Історико-культурний, меморіальний музей-заповідник «Кіммерія М. О. Волошина».
Дню народження письменника присвячений щорічний творчий фестиваль «Грінландія», який відбувається у Старому Криму 22-24 серпня. Фестиваль організований Меморіальним будинком-музеєм О. С. Гріна у Старому Криму, Літературно-художнім музеєм, письменницькими організаціями Криму. Уранці 23 серпня на схилі гори Агармиш учасники фестивалю підіймають символічні пурпурові вітрила. На імпровізованій сцені виступають творчі колективи, артисти, музиканти та поети, а вдень на концертному майданчику грінівського будинку виступають сучасні поети, барди, письменники. У рамках фестивалю проводяться виставки та екскурсії, 24 серпня учасники та гості фестивалю здійснюють піший перехід зі Старого Криму до Коктебеля за маршрутом, який пройшов О. С. Грін у 1931 році, з відвідуванням Будинку-музею М. О. Волошина.

## Галерея

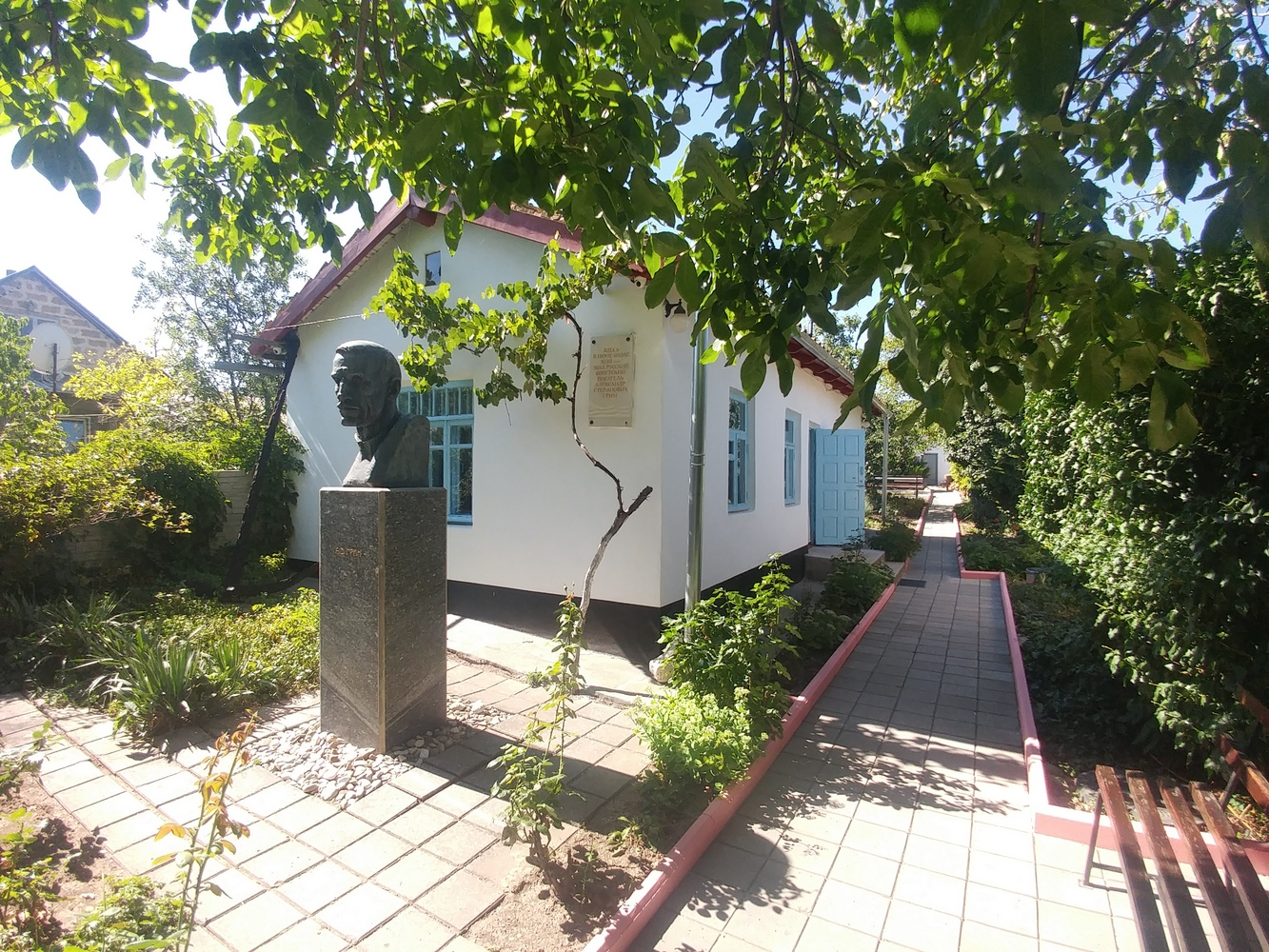
Двір музею
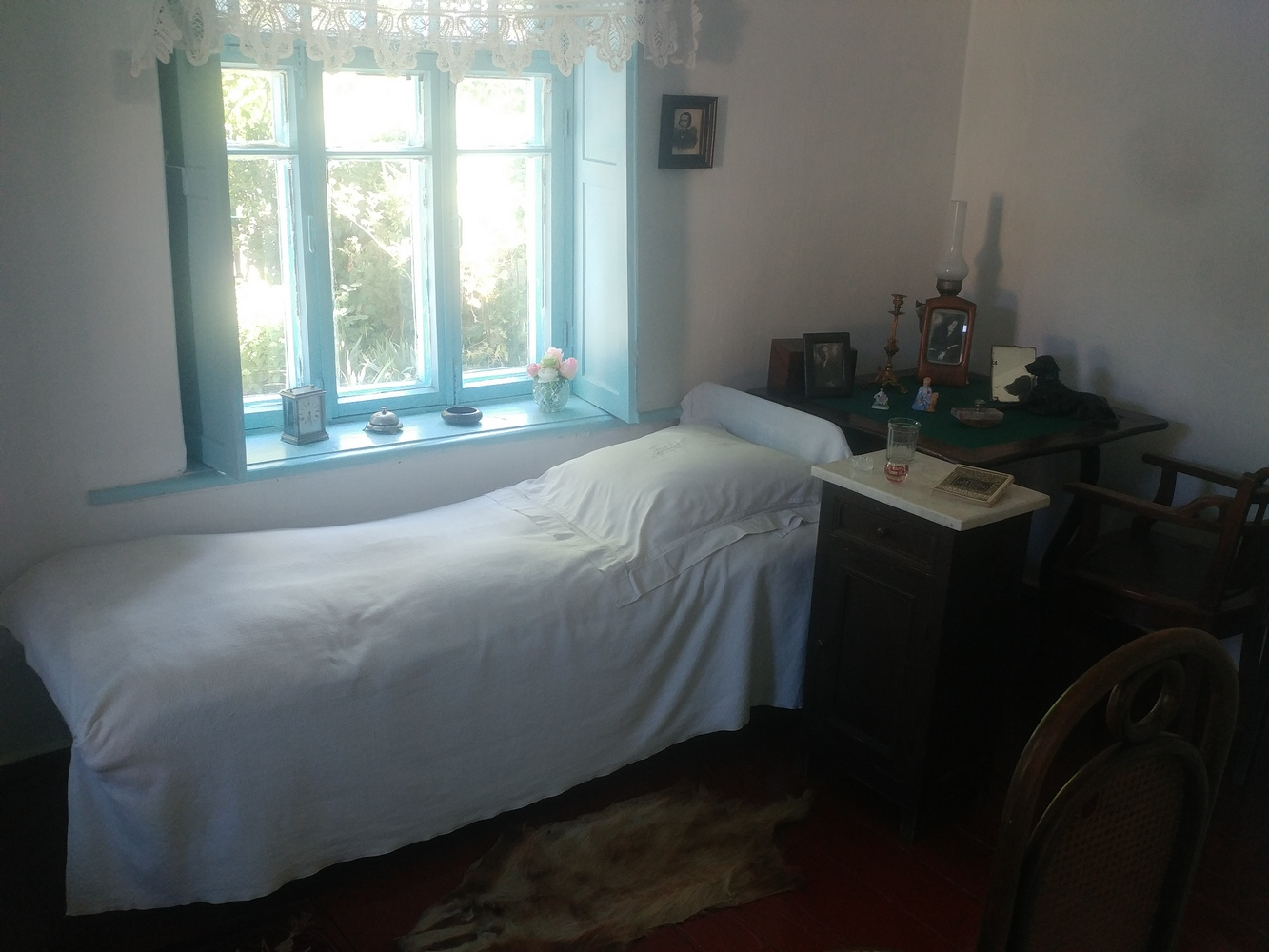
Кімната письменника
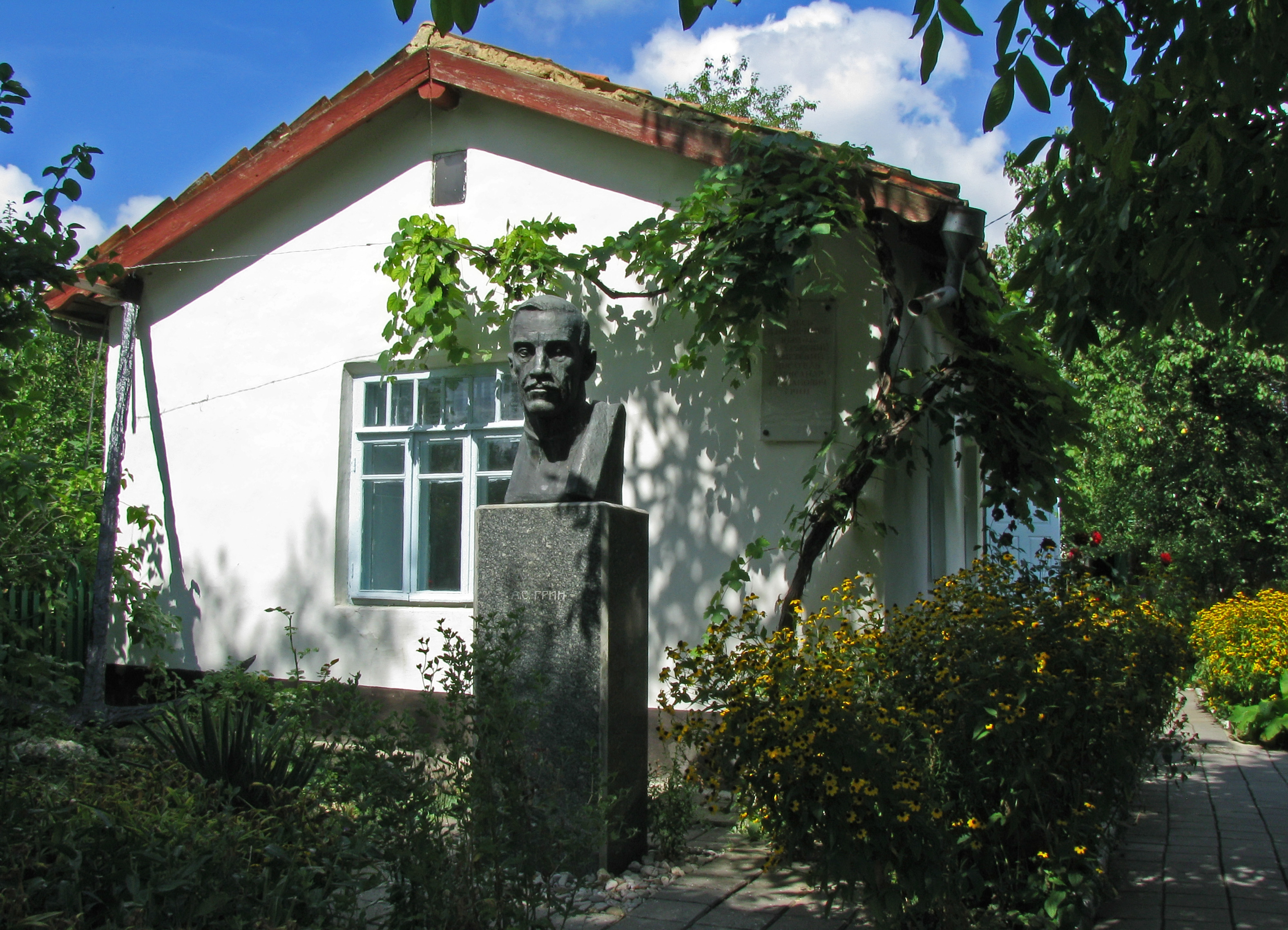
Пам'ятник О.С. Гріну
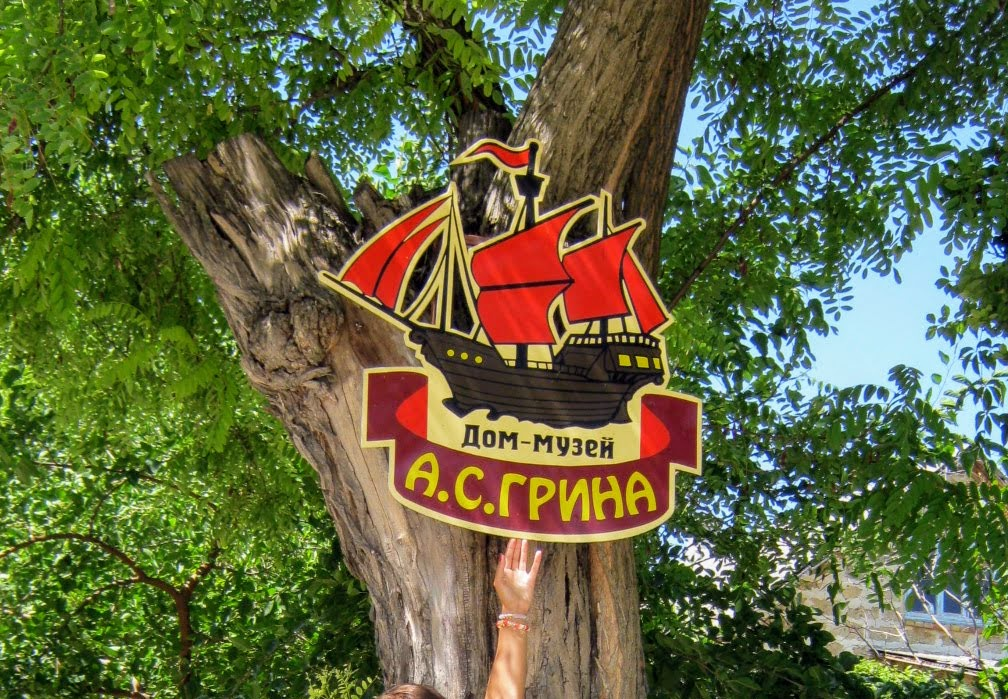
Вивіска біля будинку-музею О.С.Гріна
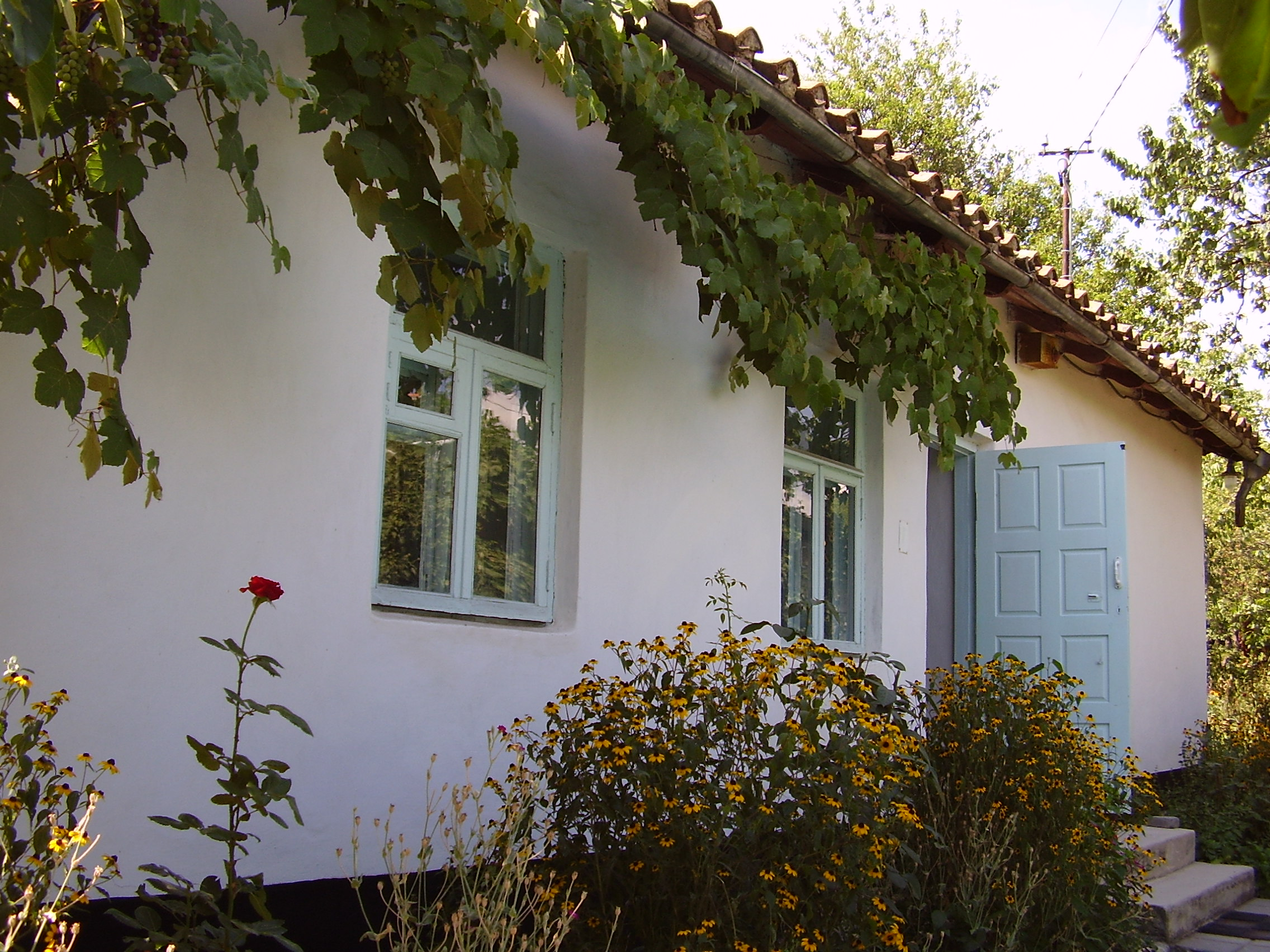
Вхід до будинку